# Ensam hemma 4
Ensam hemma 4 (engelska: Home Alone 4) är en amerikansk komedifilm och TV-film från 2002 i regi av Rod Daniel. Filmen är en TV-film, som gjordes för den amerikanska kanalen ABC.

## Handling
Att fira jul med pappa hos hans nya flickvän är inte precis det roligaste Kevin vet, som gärna vill ha det så bra som familjen hade förra året, och i år finns inte ens tecken på en ynka snöflinga till jul. Inte ens det faktum att hon är enormt förmögen och har en herrgård sprängfylld med avancerad teknisk utrustning att leka med kan rädda situationen. Ett oväntat besök av två individer, den ene med ett mycket bekant ansikte, med ovanligt illasinnade planer kastar nytt ljus på husets faciliteter och sätter framförallt mer spets på tillvaron. Kevin ser sin chans att stoppa dessa planer samtidigt som han i samma veva försöker få sina föräldrar att bli tillsammans igen. Det blir dock svårare än han räknat med eftersom hans pappa och flickvännen inte tror honom när han varnar för skurkarna, och faktumet att huvudskurken råkar vara en i fastighetsskötseln.

## Rollista
| French Stewart  | – Marv Merchants    |
| Erick Avari     | – Prescott          |
| Barbara Babcock | – Molly             |
| Jason Beghe     | – Peter McCallister |
| Clare Carey     | – Kate McCallister  |
| Joanna Going    | – Natalie           |
| Missi Pyle      | – Vera              |
| Gideon Jacobs   | – Buzz              |
| Chelsea Russo   | – Megan             |
| Mike Weinberg   | – Kevin McCallister |
| Lisa King       | – Queen             |

## Hemvideo
Filmen släpptes på DVD i USA den 2 september 2003 och i Sverige den 2 december samma år.

### Fotnoter
1. ↑  ”'Home Alone: Alone In The Dark:' Fifth Installment of Franchise in the Works” (på engelska). Huffington Post. 16 mars 2012. http://www.huffingtonpost.com/2012/03/16/home-alone-5-alone-in-the-dark_n_1353974.html. Läst 26 december 2015.
2. ↑  ”Home Alone: Taking Back the House” (på engelska). Bulray. 2 september 2003. http://www.blu-ray.com/dvd/Home-Alone-4-Taking-Back-the-House-DVD/5038/. Läst 3 september 2016.
3. ↑  ”Ensam hemma 4”. Discogs. 2 december 2003. http://cdon.se/film/ensam_hemma_4-283099. Läst 3 september 2016.